# 智周
智周（ちしゅう、668年 - 723年）は、中国唐代の高僧。法相宗の第三祖ともされる。俗姓は徐氏。濮陽大師（ぼくようだいし）と尊称される。泗州臨淮県の出身。

## 主な著作
- 『成唯識論演秘』（7巻 - 唯識三箇疏の一つ）
- 『法華經玄賛攝釋』（4巻）
- 『梵網菩薩戒本疏』（5巻）
- 『成唯識論了義燈記』（2巻）
- 『大乗法苑義林章決擇記』（4巻）

## 弟子
658年（斉明天皇4年）、入唐した日本の僧である智通と智達は、玄奘や智周に師事して法相を修め、帰国して法相宗を広めた。
703年、新羅の出身の僧の智鳳は智雄・智鸞と入唐し智周に師事して唯識を学んだ。
717年、日本の僧の玄昉、遣唐使留学僧として入唐し、智周に師事して法相を修めた。在唐して学ぶこと18年。